# Khnum

Khnum

Khnum var i egyptisk mytologi en tidig gudom som ursprungligen dyrkades vid den första katarakten.
Khnum framställdes som en människa med bockhuvud och kan ha betraktats som en bock- eller vädursgud. Knums huvud har formen av en vädurs med utstående horn – i motsats till Amon, som också har dylikt huvud, men med nedböjda horn som omsluter öronen. Hans roll som skapelsegud har dock fått större betydelse. Khnum är i vissa egyptiska myter demiurgen, som på sin drejskiva – han är nämligen den förste krukmakaren – skapar världsägget, varur allting framgått. Han sades ha skapat människor och gudar av leran i floden Nilen och i tempelkonsten ses han skapa rader av små faraoner.
Han är dessutom inte bara en solgud, utan antar ganska tidigt egenskapen av "vattnets förlänare" och "översvämningens herre". Med andra ord han blir också ett slags Nilgud. I sistnämnda roll dyrkades han företrädesvis vid första katarakten och då jämte sina båda kvinnliga följeslagare, Anukis och Satis.